# Ich singe dir mit Herz und Mund
Ich singe dir mit Herz und Mund ist ein bekanntes evangelisches Kirchenlied. Der Text wurde von dem Kirchenlieddichter Paul Gerhardt verfasst und erstmals 1653 in der fünften Auflage der Praxis Pietatis Melica veröffentlicht.

## Text
Das Lied ist ein Lob- und Preislied Gottes. Es steht im Evangelischen Gesangbuch (EG) ungekürzt mit allen achtzehn Strophen. Im Lauf der Zeit wurde die ursprüngliche Sprachfassung Paul Gerhardts geringfügig der modernen Sprachentwicklung angepasst. Die hier dargestellte Textversion ist die zur Zeit gängige und gebräuchliche Fassung, gemäß dem EG.
| 1. Ich singe dir mit Herz und Mund, Herr, meines Herzens Lust; ich sing und mach auf Erden kund, was mir von dir bewusst. 2. Ich weiß, daß du der Brunn der Gnad und ewge Quelle bist, daraus uns allen früh und spat Viel Heil und Gutes fließt. 3. Was sind wir doch? Was haben wir auf dieser ganzen Erd, das uns o Vater, nicht von dir allein gegeben werd? 4. Wer hat das schöne Himmelszelt Hoch über uns gesetzt? Wer ist es, der uns unser Feld, mit Tau und Regen netzt? 5. Wer wärmet uns in Kält und Frost? Wer schützt uns vor dem Wind? Wer macht es, daß man Öl und Most zu seinen Zeiten find’t? 6. Wer gibt uns Leben und Geblüt? Wer hält mit seiner Hand den güldnen, werten, edlen Fried in unserem Vaterland? 7. Ach Herr, mein Gott, das kommt von dir, du, du mußt alles tun du hältst die Wach an unsrer Tür und läßt uns sicher ruhn. 8. Du nährest uns von Jahr zu Jahr, bleibst immer fromm und treu und stehst uns, wenn wir in Gefahr geraten, treulich bei. 9. Du strafst uns Sünder mit Geduld und schlägst nicht allzusehr, ja endlich nimmst du unsere Schuld und wirfst sie in das Meer. | 10. Wenn unser Herze seufzt und schreit, wirst du gar leicht erweicht und gibst uns was uns hoch erfreut und dir zur Ehr gereicht. 11. Du zählst, wie oft ein Christe wein, und was sein Kummer sei; kein Zähr- und Tränlein ist so klein, du hebst und legst es bei. 12. Du füllst des Lebens Mangel aus mit dem, was ewig steht, und führst uns in das Himmelshaus, wenn uns die Erd entgeht. 13. Wohlauf, meine Herze, sing und spring und habe guten Mut, Dein Gott der Ursprung aller Ding, ist selbst und bleibt dein Gut. 14. Er ist dein Schatz, dein Erb und Teil, dein Glanz und Freudenlicht, dein Schirm und Schild, dein Hilf und Heil, schafft Rat und lässt uns nicht. 15. Was kränkst du dich in deinem Sinn und grämst dich Tag und Nacht? Nimm deine Sorg und wirf sie hin auf den der dich gemacht. 16. Hat er dich nicht von Jugend auf versorget und ernährt? Wie manches schweren Unglücks Lauf hat er zurückgekehrt! 17. Er hat noch niemals was versehn in seinem Regiment, nein, was er tut lässt und geschehn, das nimmt ein gutes End. 18. Ei nun, so laß ihn ferner tun und red ihm nicht darein, So wirst du hier im Frieden ruhn und ewig fröhlich sein. |

## Melodien
Das Lied wird auf verschiedene Melodien gesungen. Im Erstdruck ist es Johann Crügers eigener, heute ungebräuchlicher Melodie zu Nikolaus Hermans Lied Lobt Gott, ihr Christen alle gleich zugeordnet. Im Evangelischen Gesangbuch ist es der Melodie Nun danket all und bringet Ehr von Johann Crüger unterlegt (siehe unten). Näheres zu dieser Melodie ist dem Artikel dieses Liedes zu entnehmen.

## Verschiedenes
Das Lied steht unter anderem im Evangelischen Gesangbuch (EG) unter Nummer 324, im Evangelisch-reformierten Gesangbuch der deutschsprachigen Schweiz unter Nummer 723, im Neuapostolischen Gesangbuch (NG) unter Nummer 258, im Freikirchlichen Gesangbuch Feiern & Loben unter Nummer 52 und im Mennonitischen Gesangbuch unter Nummer 45. Im bis in die 1990er Jahre gültigen Evangelischen Kirchengesangbuch wurde das Lied unter der Nummer 230 geführt. Es war auch Bestandteil des bis 1951 gültigen Gesangbuchs der evangelisch-protestantischen Kirche in Baden, wo es unter Nummer 3 verzeichnet war, wobei die 10. Strophe ausgelassen wurde.